# 生前喪禮
生前喪禮，即為仍然在世的人舉辦的模擬喪禮。這種活動在日本、韓國、美國、英國已經越來越普遍。

## 概要
在为自己举办的葬礼上，會邀請多年來一直都很關照自己的親朋好友參加，以表达对他们的谢意。
此外，丧主参加了本来不可能参加的自己的葬礼，为此生前葬的进行方式几乎随心所欲。从而很多时候，生前喪禮不一定会涉及宗教信仰，会使用音乐及放映设备，营造出一个气氛明快的葬礼，和一般的葬礼有所区别。 
葬礼的形式上，可以有卡拉OK、聚餐、以及分发自费出版的丧主自传等等，多种多样。
如果這個人之後真的去世了，家屬都會再次為這人重新舉行正式的喪禮。
在日本，交际范围广泛的知识分子，会借生前葬的方式，来表达自己将终止社会活动的意愿。
在印度，如一個人要成為桑耶西，他會为自己举办葬礼断絕自己和種姓社会的关系，他就不可還俗。

## 举行过生前喪禮的名人
黛灰
虛擬主播。2022年7月27日舉行生前葬禮，隱退順便慶祝60萬人訂閱。
墨瑞·史瓦茲
社會學教授。
水の江瀧子
女演员。1993年为自己举行生前喪禮，向媒体表示自己将要过隐居生活。
養老孟司
解剖学家。2004年11月于山口县防府市的多多良学校礼堂举行生前喪禮。
久米田康治
漫画家。2007年其作品《绝望先生》获得第31回讲谈社漫画赏（少年部门），颁奖式之后的庆功宴举办成了其生前喪禮。葬礼遵照了该作品中主人公的行事作风。
儿玉誉士夫
日本右翼运动家。
北野武
导演。
陳偉霖
患有皮膚癌的香港藝術家。
黃夏蕙
香港藝人。
安東尼奧·豬木
日本前摔角手、參議員。
廣井王子
男性，本名廣井照久，日本漫畫、動畫、遊戲策劃、腳本作者，舞臺演出家。2017年12月11日为自己举行生前喪禮，使得其作品魔神英雄傳系列得已加入超級機器人大戰X，不與自身所說過的誓言有衝突。當日並請到了帝國華集團、巴里華擊團、紐育華擊團等表演團體做出盛大的演出。

## 影視作品
2013年香港電視劇《On Call 36小時II》中，岑麗香所飾演的角色車曉彤曾進行一次生命贊禮。
米奇·艾爾邦的Tuesdays with Morrie一書中，患有肌肉痿縮症的教授Morrie亦為自己舉辦生前喪禮。